# Sičice
Sičice is een plaats in de gemeente Vrbje in de Kroatische provincie Brod-Posavina. De plaats telt 517 inwoners (2001).